# August Debunne
August Debunne (Menen, 15 november 1872 - 9 januari 1963) was een Belgische socialistisch politicus. Hij was de eerste socialistische burgemeester in Vlaanderen.

## Biografie

### Beroepsleven en uitbouw van de socialistische beweging in het zuiden van West-Vlaanderen
Debunne werd geboren in Menen als oudste zoon in een katholiek gezin met 15 kinderen. Toen hij 11 jaar was, stopte hij met school en ging hij in de leer als stoelvlechter in Halewijn in Noord-Frankrijk. Als lid van de socialistische kring van Menen trad Debunne in 1888 toe tot de vakbond van stoelvlechters. Hij werd uitgeloot om militaire dienst te vervullen en was van 1892 tot 1895 ingedeeld bij de Genie in Antwerpen. In deze periode ontwikkelde hij via zelfstudie zijn socialistische gedachtegoed verder en besloot hij zich te engageren in de socialistische beweging. Hij schreef in het antimilitaristische blad De Loteling en nam deel aan meetings van stakers in Boom. In 1894 nam hij op een congres van de Belgische Werkliedenpartij het woord om de arbeidsomstandigheden aan te klagen van Belgische arbeiders tewerkgesteld in Noord-Frankrijk.
In 1895 keerde Debunne terug naar Menen, waar hij de verdeelde socialisten na de mislukking van de coöperatie Voorwaarts trachtte te herenigen en de stoelvlechtersvakbond, die toen in zwaar weer verkeerde, opnieuw probeerde te lanceren. Hij schreef voor het Gentse socialistische weekblad Het Volksrecht en stichtte eind 1895 de Socialistische Jonge Wacht van Menen.
In 1896 nam Debunne de leiding van een staking van drie maanden in de textielfabriek Graty et Cie in Halewijn, waar verschillende arbeiders uit de streek van Menen waren tewerkgesteld. De staking was echter geen succes en de arbeiders moesten weer aan het werk gaan zonder dat aan hun eisen werd voldaan. Debunne verloor zijn werk en werd voor tien jaar uit Frankrijk verbannen. Zijn vader en broers konden hierdoor geen werk meer vinden in Noord-Frankrijk en de familie kwam in een zeer precaire financiële situatie terecht. Volgens de overlevering zat de familie 17 weken lang zonder inkomen. Omdat hij toen in lompen zou hebben rondgelopen, kreeg Debunne de bijnaam "Mijnheer Slunse". In december 1896 huwde hij met zijn eerste echtgenote Sidonie Van Damme (1857-1935). Hun zoon Lucien was de vader van de socialistische vakbondsleider Georges Debunne. Tussen 1896 en 1902 vervulde Debunne verschillende jobs: hij werd uitbater van een café in Menen, was aan de slag als stoelenmatter en werd verkoper van de Gentse socialistische krant Vooruit, waar hij af en toe optrad als redacteur. 
In 1900 richtte Debunne in Menen de socialistische mutualiteit Bond Moyson, naar het model van de gelijknamige socialistische mutualiteit, en nam hij deel aan de stichting van de Kortrijkse socialistische krant Het Volksrecht. In mei 1902 stond hij aan de wieg van de coöperatieve bakkerij De Plicht, waarvan hij gedelegeerd bestuurder was. In die functie streefde Debunne naar een uitbreiding van de activiteiten van De Plicht, overtuigd als hij was van het idee dat de arbeidersklasse meer gevoelig was voor reële voordelen dan voor abstracte politieke ideeën. Hiertoe nam hij verschillende coöperatieven in de streek van Menen over of verleende hij hen financiële steun. Die expansiepolitiek bedreigde bij momenten de financiële stabiliteit van De Plicht, met name gedurende de economische crisis van de jaren '30. Debunne was eveneens beheerder van de verzekeringsmaatschappij Sociale Voorzorg en zetelde van 1919 tot 1932 in de beheerraad van de Bank van de Arbeid.
Tevens bleef hij actief als syndicaal leider van de grensarbeiders in zijn streek. In 1903 probeerde hij in de vlasfabriek van Wervik zonder succes een solidariteitsstaking te organiseren met Belgische stakers in Halewijn en in 1910 en 1913 voerde hij stakingen ten gunste van het algemeen stemrecht aan. In 1928 bood hij met zijn coöperatieve De Plicht dan weer financiële steun aan een staking in de textielfabrieken van Halewijn, die zeven maanden duurde. Debunne onderhandelde vervolgens mee aan een akkoord om opnieuw aan het werk te gaan, hoewel de Franse vakbond Confédération générale du travail unitaire (CGTU) het daar niet mee eens was.
Debunne gold als de pionier van het socialisme in het zuidoosten van West-Vlaanderen, een zeer katholieke regio die weinig ontvankelijk was voor socialistische ideeën. Als voorzitter van de BWP-federatie van het arrondissement Kortrijk voerde hij echter onophoudelijk propaganda voor het socialistische ideeëngoed en bezorgde hij het socialisme een zekere aanhang in de regio. Van 1910 tot 1930 zetelde hij tevens in het Bureau van de Algemene Raad van de BWP.

### Politiek mandataris
In 1906 werd Debunne verkozen als lid van de Kamer van volksvertegenwoordigers voor het arrondissement Kortrijk. Hij bleef deze functie tot in 1949, oftewel 43 jaar, uitoefenen. Hij was de auteur van verschillende wetsvoorstellen: in 1912 over de vermindering van de werkuren in de vlasindustrie aan de Leie, in 1921 over de bestraffing van verkiezingsfraude, in 1923 over het stemrecht voor tijdelijk geëmigreerde arbeiders. Hij nam eveneens deel aan de werkzaamheden van de Kamercommissie Posterijen, Telegrafie en Telefonie en wees op taalkundig niveau sporadisch op de sociale dimensie van de taalongelijkheid in Vlaanderen, maar vond dat de rechten van de Franstaligen in Vlaanderen gerespecteerd moesten worden. Ook was hij een voorstander van een Nederlandstalige universiteit in Gent, maar dan wel naast de bestaande Franstalige. Tijdens de Eerste Wereldoorlog was Debunne lid van het Nationaal Hulp- en Voedingskomiteit voor West-Vlaanderen en na de oorlog zetelde hij in de Hoge Raad voor Oorlogsslachtoffers.
Na de invoering van het algemeen stemrecht werd Debunne in 1921 verkozen tot gemeenteraadslid van Menen, hetgeen hij bleef tot in 1958. Hij slaagde er onmiddellijk in om de katholieke meerderheid in de gemeenteraad te doorbreken en werd de eerste socialistische burgemeester van de gemeente, een ambt dat hij ononderbroken bekleedde tot in 1938. Tijdens zijn burgemeesterschap investeerde hij in het officieel onderwijs en liet hij sociale woningen voor arbeiders bouwen. Debunne was eveneens lid van het Beschermingscomité voor Sociale Woningen in zijn arrondissement en commissaris van de sociale woningmaatschappij van de provincie West-Vlaanderen.
Kort na het overlijden van zijn eerste echtgenote in 1935 hertrouwde Debunne met Bertha Debeuf (1893-1968), met wie hij een onwettige zoon Oscar had gekregen. Oscar Debunne werd kort nadien als zoon van August Debunne erkend en trad in de politieke voetsporen van zijn vader. Nadat hij in 1949 de nationale politiek vaarwel had gezegd werd August Debunne voorzitter van de federatie van gepensioneerde socialisten in West-Vlaanderen.
Hij overleed in januari 1963 op 90-jarige leeftijd. In Menen is een straat naar Debunne vernoemd.